# Kuoliosaari (ö i Iso-Uurainen)
Kuoliosaari är en ö i Finland. Ordet kuoliosaari hänvisar att ön har varit begravningsplats.  Den ligger i sjön Iso-Uurainen och i kommunen Urais i den ekonomiska regionen  Jyväskylä ekonomiska region  och landskapet Mellersta Finland, i den centrala delen av landet, 260 km norr om huvudstaden Helsingfors. Öns area är 0,2 hektar och dess största längd är 70 meter i öst-västlig riktning.